# Псевдотсуга
Псевдотсу́га, Дугласия, или Лжецу́га, или Лжетсу́га, или Дугласова пихта (лат. Pseudotsúga) — род хвойных вечнозелёных деревьев семейства Сосновые (Pinaceae) с наиболее характерной  высотой 20-50 м. По данным проведённых генетических и морфологических исследований, является ближайшей родственницей лиственницы.

## Ботаническое описание

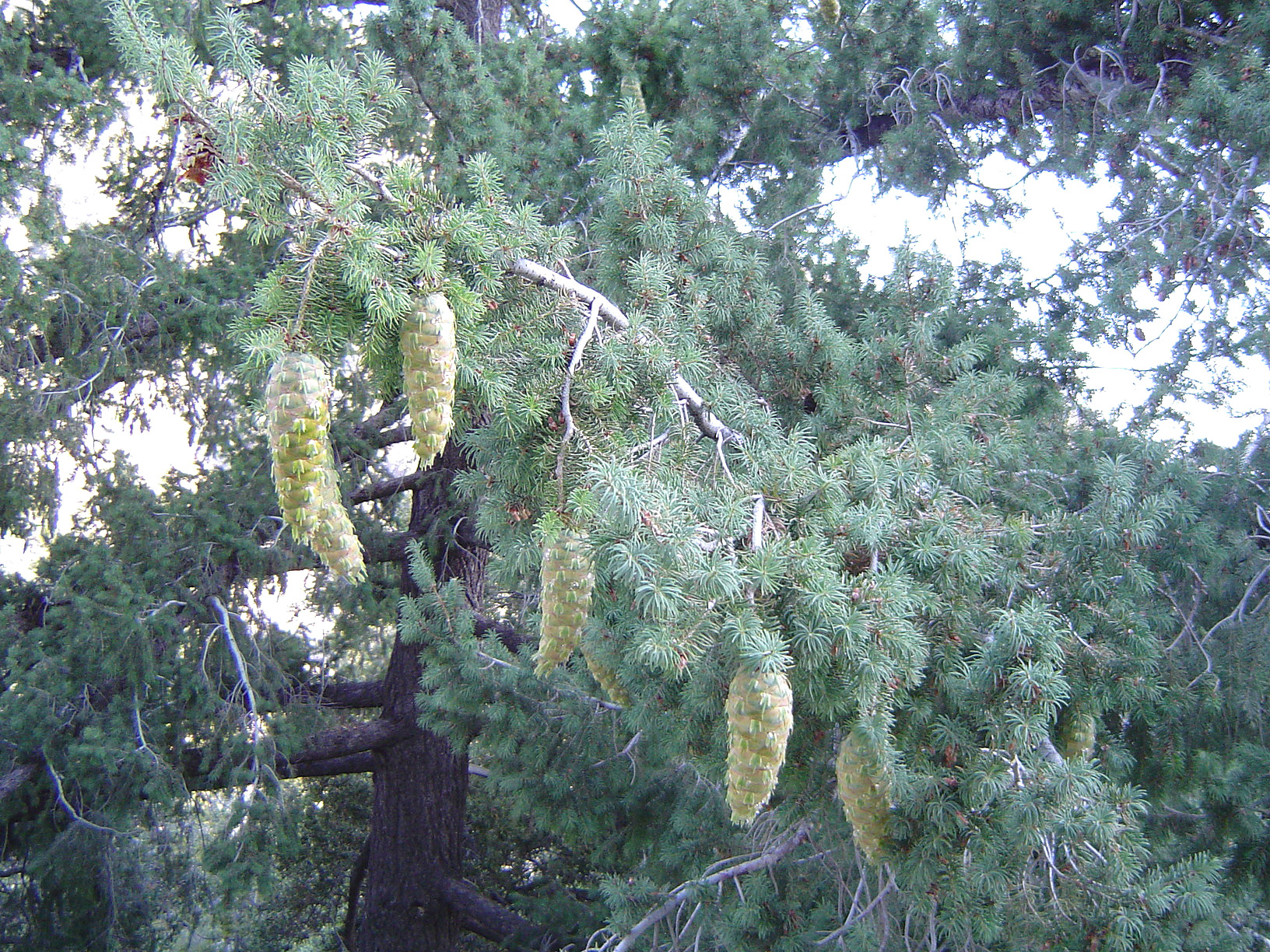
Pseudotsuga macrocarpa — Псевдотсуга крупношишечная

Деревья достигающие высоты 90–100 метров. Продолжительность жизни до 700 и более лет.
Крона ширококонусовидная, заострённая, ветви от ствола отходят почти под прямым углом. Кора молодых деревьев серовато-зелёная, у старых толстая (до 30—35 см), глубокопродольно-трещинноватая, коричневого цвета.
Побеги желтовато-коричневые, блестящие. Хвоя плоская, как у пихты, 15—25 (30—35) мм длиной и 1,5 мм шириной. Сохраняется на побегах до 8 лет.
Шишки вытянутояйцевидные, 7—12 см длиной, 3—4,5 см шириной, повислые, созревают в первый год, в августе-сентябре и опадают зимой. Плодоношение с возраста 7—12 лет.

## Распространение
Горные районы Северной Америки, Японии и Китая. В Европу была ввезена в 1828 году, благодаря быстрому росту и качеству древесины, в настоящее время широко разводится в лесах Западной и Центральной Европы.
Зоны морозостойкости: от 5 до более тёплых. В отдельные годы в условиях Московской области растения могут подмерзать и страдать от солнечно-морозных ожогов, что приводит к усыханию хвои и ветвей и даже гибели растений.

## Виды
По информации базы данных The Plant List (на июль 2016) род включает 4 вида:
- Pseudotsuga japonica (Shiras.) Beissn. (1896) — Псевдотсуга японская[10]
- Pseudotsuga macrocarpa (Vasey) Mayr (1889) — Псевдотсуга крупношишечная[11]
- Pseudotsuga menziesii (Mirb.) Franco (1950) — Псевдотсуга Мензиса[12][13]

Pseudotsuga menziesii var. glauca (Beissn.) Franco (1950) — Псевдотсуга сизая
- Pseudotsuga sinensis Dode (1912) — Псевдотсуга китайская[14]

Pseudotsuga sinensis var. brevifolia (W.C.Cheng & L.K.Fu) Farjon & Silba (1990)
Pseudotsuga sinensis var. gaussenii (Flous) Silba (1990)